# Campionato europeo di arrampicata 1998
Il Campionato europeo di arrampicata 1998 si è tenuto il 3 aprile 1998 a Norimberga, Germania.

## Specialità lead

### Uomini
| Pos. | Atleta                | Paese       |
| ---- | --------------------- | ----------- |
|      | Ian Vickers           | Regno Unito |
|      | Cristian Brenna       | Italia      |
|      | Christian Bindhammer  | Germania    |
| 4    | François Petit        | Francia     |
| 5    | Salavat Rakhmetov     | Russia      |
| 6    | Arnaud Petit          | Francia     |
| 7    | Jurij Golob           | Slovenia    |
| 8    | Ludovic Laurence      | Francia     |
| 9    | Maksym Petrenko       | Ucraina     |
| 10   | Andreas Bindhammer    | Germania    |
| 10   | David Caude           | Francia     |
| 10   | Serguei Chemoulinkine | Russia      |
| 10   | Christian Core        | Italia      |
| 10   | François Legrand      | Francia     |

### Donne
| Pos. | Atleta             | Paese    |
| ---- | ------------------ | -------- |
|      | Muriel Sarkany     | Belgio   |
|      | Venera Chereshneva | Russia   |
|      | Liv Sansoz         | Francia  |
| 4    | Stéphanie Bodet    | Francia  |
| 5    | Martina Cufar      | Slovenia |
| 6    | Natalie Richer     | Francia  |
| 7    | Marietta Uhden     | Germania |
| 8    | Margaux Hilly      | Francia  |
| 9    | Luisa Iovane       | Italia   |
| 10   | Elena Choumilova   | Russia   |

## Specialità speed

### Uomini
| Pos. | Atleta               | Paese   |
| ---- | -------------------- | ------- |
|      | Tomasz Oleksy        | Polonia |
|      | Alexandr Paukaev     | Ucraina |
|      | Vladimir Zakharov    | Ucraina |
| 4    | Vladislav Baranov    | Russia  |
| 5    | Daniel Andrada       | Spagna  |
| 5    | Said Belhaj          | Svezia  |
| 5    | Yevgen Kryvosheytsev | Ucraina |
| 5    | Vladimir Netsvetaev  | Russia  |
| 9    | Dmitri Bytchkov      | Russia  |
| 9    | Lukasz Müller        | Polonia |

### Donne
| Pos. | Atleta                | Paese    |
| ---- | --------------------- | -------- |
|      | Cecile Avezou         | Francia  |
|      | Olena Ryepko          | Ucraina  |
|      | Zosia Podgorbounskikh | Russia   |
| 4    | Irina Zaytseva        | Russia   |
| 5    | Olga Bibik            | Russia   |
| 5    | Ines Bischoff         | Germania |
| 5    | Natalia Novikova      | Russia   |
| 5    | Renata Piszczek       | Polonia  |
| 9    | Kim Anthoni           | Belgio   |
| 10   | Olga Zakharova        | Ucraina  |